# 非有基的集合論
非有基的集合論（ひゆうきてきしゅうごうろん）は、集合がそれ自身の要素であることを認め、自己属集合（ある集合が自分自身の要素になっている集合）を許容する集合論である。

## 概要
数学で一般的に用いられる公理論的集合論は、集合の要素は集合自身を含まないという公理（正則性公理、基礎の公理、有基性公理とも呼ばれる）に基づいている。このため、自己参照的な概念のモデル化に用いることは困難だった。これに対して、自己属集合を許容する非有基的集合論は、自己参照や無限遡及を自然に扱うことができるために、計算機科学（プロセス代数と最終意味論）、言語学と自然言語意味論（状況意味論）、哲学（うそつきパラドックスに関する研究）、非標準解析における非終了計算プロセスの論理モデリング、複雑系科学などに応用されている。非有基的集合論は、集合論における伝統的な基底主義、つまり集合が空集合から階層的に構築されるという考え方に挑戦するものである。

## 非有基的集合
非有基的集合論は、集合が自分自身を要素として含むこと、あるいはより一般的には、各項が前の集合の要素であるような無限の集合列の一部であることを許容する。言い換えれば、集合が自分自身を直接的または間接的に含むことを許容する集合論である。このような集合は、基底的でない集合（non-well-founded set）、あるいは超集合（Hyperset）とも呼ばれる。
非有基的集合は、標準的な集合論であるツェルメロ＝フレンケル集合論（ZFC）では、基礎の公理によって排除されている。基礎の公理は、空集合から始めて、段階的に集合を構成していくという考えに基づいており、集合が自分自身を含むような循環的な構造を禁止している。しかし、非有基的集合論では、この基礎の公理を否定するような公理を採用することで、循環的な集合を許容する。ただし、非有基的集合が必ずしも循環的な構造を持つとは限らない。無限に下降する集合列のように、明示的な循環を持たない非有基的集合も存在する。
非有基的集合を扱うための公理系としては、Forti-Honsellの反基礎の公理（AFA）がよく知られている 。AFAは、任意のグラフに対して、そのグラフを集合として表現するような一意的な集合が存在することを主張する公理である。

## 歴史
非有基的集合論の研究は、1917年から1920年にかけて発表されたドミトリー・ミリマノフが一連の論文によって先鞭がつけられた。以後、複数の非有基的集合論の公理系が提案されたものの、専門分野内の議論にとどまり、応用されることは少なかった。応用が盛んとなったのは、グラフを用いることで有基性公理に基づく集合（well-founded set）とそれに基づかない非有基的集合（non-well-founded set）の両方を許容するHyperset論をピーター・アクゼルが1988年に発表した以降のことである。